# Međunarodna oporuka
Međunarodna oporuka je jedan od oblika oporuke.
- Oporučitelj koji svojoj oporuci želi dati oblik međunarodne oporuke mora podnijeti odgovarajući zahtjev nekoj od ovlaštenih osoba za sastavljanje javne oporuke - sucu ili sudskom savjetniku općinskog suda, javnom bilježniku ili konzularnom odnosno konzularno-diplomatskom predstavništvu Republike Hrvatske.
- Mora biti sastavljena u pisanom obliku. Može biti pisana na bilo kojem jeziku i pismu, rukom ili na neki drugi način. Ne mora vlastoručno napisati oporuku. Može mu je napisati i netko drugi.
- Bitno je da pred ovlaštenom osobom i u nazočnosti dva svjedoka, izjavi da je podnesena isprava njegova oporuka i da je upoznat s njenim sadržajem.
- Nije dužan nikome otkriti njezin sadržaj (ni ovlaštenoj osobi ni svjedocima).
- Potom potpisuje oporuku odnosno, ako je već potpisana, potvrđuje svoj potpis. Ako nije u stanju potpisati se, navest će razlog ovlaštenoj osobi koja će to zabilježiti na oporuci, a može zatražiti i od druge osobe da se potpiše.
- Oporuku tada potpisuju svjedoci i ovlaštena osoba.
- Ovlaštena osoba stavlja na kraju oporuke datum potpisivanja, bez kojega oblik ne bi bio valjan.

Time je isprava dobila karakter javne isprave u obliku međunarodne oporuke.
- Ovlaštena osoba je dužna oporučitelju izdati potvrdu o sastavljanju međunarodne oporuke kojom se dokazuje da oporuka ima valjani oblik međunarodne oporuke.

Ako bi što se tiče oblika, oporuka bila nevaljana kao međunarodna oporuka, to ne utječe na njezinu valjanost kao neke druge oporuke.

## Smisao pravljenja međunarodne oporuke
Smisao je u tome da bude priznata glede oblika u državama potpisnicama Konvencije o jednoobraznom zakonu o obliku međunarodnog testamenta iz 1973. godine (Washington) odnosno državama koje su u svoja zakonodavstva unijele odredbe o međunardonoj oporuci. 

Takve odredbe unesene su u ZN Zakonom o dopunama Zakona o nasljeđivanju iz 1978. godine (NN, br. 47/78).

## Ostali oblici oporuka
- Vlastoručna (holografska) oporuka
- Pisana oporuka pred svjedocima (alografska oporuka)
- Javna oporuka
- Usmena oporuka

## Poveznice
- Oporuka